# Nicola Savino (politico)
Nicola Savino (Rivello, 29 luglio 1937 – Potenza, 30 giugno 2025) è stato un politico italiano.

## Biografia
Insegnante elementare fino al 1962, fu poi funzionario Fiat a Genova e Perugia fino al rientro nell'insegnamento nel Magistrale di Lagonegro (ottobre 1964). Organizzò il Partito Socialista Italiano nell'area Sud della Basilicata.
Eletto per il PSI alla provincia di Potenza nel 1970 (collegio di Maratea), fu assessore provinciale all'assistenza dal 1973 al 1975.
Venne poi eletto in regione Basilicata dal 1975 al 1987: qui fu assessore alla Formazione e Cultura, vicepresidente del Consiglio regionale e, dal 1985 al 1987, nuovamente assessore con la vicepresidenza della Giunta e la delega al Personale.
Nel 1987 fu eletto alla Camera dei Deputati. Fu membro della VII Commissione, della Giunta per le elezioni e presidente di quella d'inchiesta sulla Condizione giovanile. Venne poi rieletto in Basilicata nel 1992 con circa 20.000 preferenze sui 60.000 voti al Psi. Confermato nella VII e nella Giunta, fu anche vicepresidente della I fino alla nomina da sottosegretario alla Sanità nel Governo Ciampi. Terminò il suo mandato parlamentare nel 1994.
Rientrò poi a lavorare nella scuola, dirigendo prima l'istituto Magistrale e poi il Liceo scientifico Galilei di Potenza. 
Presentò il rendiconto della sua attività parlamentare in due pubblicazioni, la prima nel 1992, intitolata 1400 giorni a Montecitorio. Nel 2017 diffuse un'intervista sulla sua vicenda parlamentare, destinandola ai giovani e perciò intitolata "Quando verrà il tempo..." (dell'impegno politico). Intervenne di frequente sulla stampa lucana.